# Otto Bendix

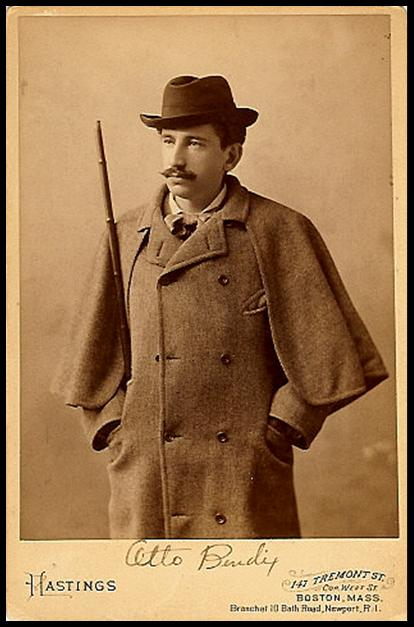
Otto Bendix.

Otto Julius Emanuel Bendix, född 26 juli 1845, död 27 februari 1904 i San Francisco, var en dansk musiker. Han var bror till Fritz och Victor Bendix.
Bendix var som oboist lärjunge till Christian Schiemann och som pianist lärjunge till Anton Rée och senare till Franz Liszt i Weimar. Han var medlem av Det Kongelige Kapel 1868–82. Han utvecklade sig till en betydande konstnär och konsertmusiker, framträdde ofta offentligt och deltog även livligt i Kammermusikforeningens verksamhet. År 1882 reste han till Boston, där han blev framgångsrik som konsertmusiker och musikpedagog. Senare bosatte han sig i San Francisco, där han avled. 